# Seznam vojenských letadel České republiky
Seznam vojenských letadel České republiky obsahuje abecedně seřazené vojenské letouny a vrtulníky, případně civilní stroje sloužící k vojenským účelům (například k výcviku vojenských pilotů), provozované Vzdušnými a Pozemními silami Armády České republiky a Centrem leteckého výcviku v Pardubicích. V první části jsou uvedena letadla v aktivní službě, ve druhé vyřazené typy letadel (po roce 1993).

## Letadla v aktivní službě

### Vzdušné síly Armády České republiky
| Název                                     | Obrázek                            | Původ           | Určení                                                 | Verze              | Počet           | Poznámky |
| Stíhací letouny                           | Stíhací letouny                    | Stíhací letouny | Stíhací letouny                                        | Stíhací letouny    | Stíhací letouny | Stíhací letouny |
| ----------------------------------------- | ---------------------------------- | --------------- | ------------------------------------------------------ | ------------------ | --------------- | --- |
| Saab JAS-39 Gripen                        |                                    | Švédsko         | víceúčelový bojový letoun                              | JAS-39CJAS-39D     | 122             | Ve výzbroji od dubna 2005; pronájem letounů končí v roce 2027. |
| Lockheed Martin F-35 Lightning II         | Americký letoun F-35A Lightning II | USA             | víceúčelový bojový letoun                              | F-35A Lightning II | 0+24            | Objednáno 24 kusů. První dodávka je plánovaná na rok 2031. V roce 2035 nahradí Saab JAS-39 Gripen. |
| Bitevní a cvičné letouny                  |                                    |                 |                                                        |                    |                 | |
| Aero L-159 ALCA                           |                                    | Česko           | lehký bojový letoun                                    | L-159A             | 16              | Z původně pořízených 72 provozováno k 1. 7. 2015 19 L-159A. Aero Vodochody poté odkoupilo tři letouny L-159A pro Irák.                                                                                                 |
| Aero L-159T1                              |                                    | Česko           | cvičný letoun                                          | L-159T1+           | 5               | Původně 6 L-159T1 (1. 7. 2015). Jeden letoun byl poté prostřednictvím Aera Vodochody prodán Iráku. |
| Aero L-159T2                              |                                    | Česko           | cvičný letoun / bitevní letoun                         | L-159T2            | 3               | Dvoumístná cvičně-bojová verze vzniklá z přestavby základní L-159A z roku 2019. |
| Dopravní, transportní a speciální letouny |                                    |                 |                                                        |                    |                 | |
| Airbus A319                               |                                    | Německo         | dopravní letoun                                        | A319CJ             | 2               | |
| CASA C-295                                |                                    | Španělsko       | transportní letoun                                     | C-295M             | 4               | |
| Airbus C-295                              |                                    | Španělsko       | transportní letoun                                     | C-295MW            | 2               | Poslední letoun přistál v ČR 28.7. 2021. |
| Let L-410 Turbolet                        |                                    | Československo  | transportní letoun                                     | L-410UVP-E         | 4               | Dva letouny verze UVP-T byly v roce 2013 odstaveny z provozu. K 1. lednu 2016 byly stále ve stavu AČR. |
| Let L-410 Turbolet                        |                                    | Československo  | fotogrammetrický letoun                                | L-410FG            | 2               | |
| Embraer C-390 Millennium                  | Ilustrační snímek C-390            | Brazílie        | střední transportní letoun                             |                    | 0+2             | Vláda 2. října 2024 schválila nákup dvou letounů. Ministerstvo obrany podepsalo smlouvu 25. října 2024. |
| Vrtulníky                                 |                                    |                 |                                                        |                    |                 | |
| Mil Mi-8                                  |                                    | SSSR            | dopravní vrtulník                                      | Mi-8S              | 3               | Mi-8P dolétal v říjnu 2017. |
| Mil Mi-17                                 |                                    | SSSR Rusko      | transportní vrtulník                                   | Mi-17Mi-171Š       | 515             | V letech 2004 až 2006 pořízeno 16 strojů Mi-171Š. Jeden zničen při nehodě v roce 2015. |
| PZL W-3 Sokół                             |                                    | Polsko          | víceúčelový vrtulník, záchranný vrtulník pro LZS a SAR | W-3A               | 10              | Podle smlouvy z listopadu 2015 byla v následujících 2 letech provedena generální oprava 8 W-3A (2 prošly GO již dříve), servisní podpora se týká všech 10.                                                             |
| Bell UH-1Y Venom                          |                                    | USA             | víceúčelový vrtulník                                   | UH-1Y              | 8+2             | Zakoupeno 8 vrtulníků na základě smlouvy z listopadu 2019; dodány v letech 2023–2024. Zdarma mají být dodány 2 modernizované starší stroje v rámci amerického programu Excess Defense Articles (dohoda ze srpna 2022). |
| Bell AH-1Z Viper                          |                                    | USA             | bitevní vrtulník                                       | AH-1Z              | 4+6             | Zakoupeny 4 vrtulníky na základě smlouvy z listopadu 2019; dodány v roce 2023. Zdarma má být dodáno 6 modernizovaných starších strojů v rámci amerického programu Excess Defense Articles (dohoda ze srpna 2022).      |

### Pozemní síly Armády České republiky
Bezpilotní letouny (drony) provozuje v Armádě České republiky především 533. prapor bezpilotních systémů (vznikl 1. ledna 2020), který by měl soustředit všechny armádou používané bezpilotní systémy.
| Název                     | Obrázek            | Původ              | Určení              | Verze                   | Počet                                   | Poznámky                                                                                          |
| Bezpilotní letouny        | Bezpilotní letouny | Bezpilotní letouny | Bezpilotní letouny  | Bezpilotní letouny      | Bezpilotní letouny                      | Bezpilotní letouny                                                                                |
| ------------------------- | ------------------ | ------------------ | ------------------- | ----------------------- | --------------------------------------- | ------------------------------------------------------------------------------------------------- |
| Vážka A                   |                    | Čína/ Česko        | bezpilotní letoun   | Mavic 2 Enterprise DUAL | ?                                       | [ 21 ] [ 22 ]                                                                                     |
| AeroVironment RQ-11 Raven |                    | USA                | bezpilotní letoun   | RQ-11B DDL              | 5 kompletů (15 dronů)                   |                                                                                                   |
| AeroVironment RQ-20 Puma  |                    | USA                | bezpilotní letoun   | RQ-20A PumaPuma 3AE     | 1 komplet (3 drony)4 komplety (12dronů) | V roce 2018 získán jeden komplet RQ-20A Puma. V roce 2022 armáda získá další 4 komplety Puma 3AE. |
| AeroVironment Wasp III    |                    | USA                | bezpilotní letoun   | Wasp AE                 |                                         | Pořízeny pro jednotky ISTAR a předsunuté letecké návodčí.                                         |
| Boeing Insitu ScanEagle   |                    | USA                | bezpilotní letoun   |                         | 10 dronů                                |                                                                                                   |
| Elbit Skylark             |                    | Izrael             | bezpilotní letoun   | Skylark I-LE            | 2 komplety                              | Pořízeny pro nasazení v zahraničních misích.                                                      |
| LIAZ Skyspotter           |                    | Česko              | bezpilotní vrtulník | Skyspotter 152M         | 3                                       | [ 27 ] [ 28 ]                                                                                     |

### Centrum leteckého výcviku Pardubice
| Název                     | Obrázek | Původ          | Určení               | Verze            | Počet   | Poznámky |
| Letouny                   | Letouny | Letouny        | Letouny              | Letouny          | Letouny | Letouny |
| ------------------------- | ------- | -------------- | -------------------- | ---------------- | ------- | --- |
| Aero L-39 Albatros        |         | Československo | cvičný letoun        | L-39C            | 6       | Základní a pokračovací výcvik.                                                                                                |
| Aero L-39 Skyfox (NG)     |         | Česko          | cvičný letoun        |                  | 2+2     | Základní a pokračovací výcvik. Kontrakt na 4 stroje podepsán v roce 2022. První dva letouny zařazeny do provozu v únoru 2024. |
| Evektor-Aerotechnik EV-97 |         | Česko          | cvičný letoun        | EV-97            | 1       | Výcvik instruktorů CLV. |
| Let L-410 Turbolet        |         | Československo | transportní letoun   | L-410UVP         | 2       | Výcvik pilotů a přeprava osob a nákladů na krátké vzdálenosti.                                                                |
| Zlín Z-43                 |         | Česko          | cvičný letoun        | Z-43             | 1       | Doplňkový civilní výcvik. |
| Zlín Z-142                |         | Česko          | cvičný letoun        | Z-142C AFZ-142   | 51      | Základní a testovací výcvik pilotních posluchačů.Doplňkový civilní výcvik.                                                    |
| Zlín Z-143                |         | Česko          | cvičný letoun        | Z-143 LSi Genius | 0+2     | Základní a testovací výcvik pilotních posluchačů. Smlouva podepsána v prosinci 2024.                                          |
| Zlín Z-242                |         | Česko          | cvičný letoun        | Z-242 L Zeus     | 0+6     | Základní a testovací výcvik pilotních posluchačů. Smlouva podepsána v prosinci 2024.                                          |
| Vrtulníky                 |         |                |                      |                  |         | |
| Enstrom 480               |         | USA            | užitkový vrtulník    | 480B-G           | 42      | Výcvik vojenských pilotů.Výcvik civilních pilotů.                                                                             |
| Mil Mi-2                  |         | Polsko         | užitkový vrtulník    | Mi-2             | 1       | Poslední stroj ev. č. 0711.                                                                                                   |
| Mil Mi-17                 |         | SSSR           | transportní vrtulník | Mi-17            | 6       | Pokračovací výcvik pilotů a přeprava osob a nákladů.                                                                          |

## Vyřazené typy letadel
| Letadlo                      | Foto            | Země původu         | Typ                                                      | Verze                                   | Počet získaných kusů | Období služby   |
| Stíhací letouny              | Stíhací letouny | Stíhací letouny     | Stíhací letouny                                          | Stíhací letouny                         | Stíhací letouny      | Stíhací letouny |
| ---------------------------- | --------------- | ------------------- | -------------------------------------------------------- | --------------------------------------- | -------------------- | --------------- |
| MiG-21                       |                 | Sovětský svaz       | stíhací letounprůzkumný letouncvičný/stíhací letoun      | MiG-21MAMiG-21MFMiG-21RMiG-21UMMiG-21US | 35212195             | 1993–2005       |
| MiG-23                       |                 | Sovětský svaz       | přepadový stíhací letouncvičný/stíhací letoun            | MiG-23MFMiG-23MLMiG-23U                 | 12177                | 1993–1998       |
| MiG-29                       |                 | Sovětský svaz       | víceúčelový stíhací letouncvičný/stíhací letoun          | MiG-29AMiG-29UB                         | 91                   | 1993–1995       |
| Bojové letouny               |                 |                     |                                                          |                                         |                      |                 |
| MiG-23BN                     |                 | Sovětský svaz       | stíhací bombardér                                        | MiG-23BN                                | 28                   | 1993–1994       |
| Suchoj Su-22                 |                 | Sovětský svaz       | stíhací bombardércvičný/bojový letoun                    | Su-22M4Su-22UM-3K                       | 315                  | 1993–2002       |
| Suchoj Su-25                 |                 | Sovětský svaz       | letoun přímé podpory pozemních vojskcvičný/bojový letoun | Su-25KSu-25UBK                          | 241                  | 1993–2000       |
| Průzkumné letouny            |                 |                     |                                                          |                                         |                      |                 |
| Antonov An-30                |                 | Sovětský svaz       | fotogrammetrický letoun                                  | An-30FG                                 | 1                    | 1993–2003       |
| Avia Av-14                   |                 | Československo      | fotogrammetrický letoun                                  | Av-14FG                                 | 1                    | 1993–1994       |
| Dopravní/transportní letouny |                 |                     |                                                          |                                         |                      |                 |
| Antonov An-12                |                 | Sovětský svaz       | taktický transportní letoun                              | An-12BP                                 | 1                    | 1993–1994       |
| Antonov An-24                |                 | Sovětský svaz       | taktický transportní letoun                              | An-24V                                  | 4                    | 1993–2006       |
| Antonov An-26                |                 | Sovětský svaz       | taktický transportní letoun                              | An-26B-100                              | 4                    | 1993–2011       |
| Jakovlev Jak-40              |                 | Sovětský svaz       | dopravní letoun                                          |                                         | 2                    | 1993–2020       |
| Bombardier Challenger        |                 | Kanada              | dopravní letoun                                          | CL-601                                  | 1                    | 1993-2021       |
| Tupolev Tu-134               |                 | Sovětský svaz       | dopravní letoun (VIP)                                    | Tu-134A                                 | 1                    | 1993–1996       |
| Tupolev Tu-154               |                 | Sovětský svaz Rusko | dopravní letoun (VIP)                                    | Tu-154B-2Tu-154M                        | 12                   | 1993–2007       |
| Cvičné letouny               |                 |                     |                                                          |                                         |                      |                 |
| Aero L-29 Delfín             |                 | Československo      | cvičný proudový letoun                                   | L-29                                    | 34                   | 1993–2003       |
| Vrtulníky                    |                 |                     |                                                          |                                         |                      |                 |
| Mil Mi-24                    |                 | Rusko               | bitevní vrtulník                                         | Mi-24V (Mi-35)                          | 17                   | –2024           |
| Bezpilotní letouny           |                 |                     |                                                          |                                         |                      |                 |
| Sojka III                    |                 | Československo      | průzkumný bezpilotní letoun                              |                                         | ?                    | 1999–2010       |
| Tupolev Tu-143               |                 | Sovětský svaz       | proudový průzkumný bezpilotní letoun                     | VR-3 Rejs                               | 24                   | 1993–1995       |